# Plaza (Capo Plaza)
Plaza è il secondo album in studio del rapper italiano Capo Plaza pubblicato il 22 gennaio 2021.

## Tracce
1. Track 1 – 2:13
2. Plaza – 3:30
3. VVS (feat. Gunna) – 3:04
4. Allenamento 4 – 2:50
5. Fiamme alte – 3:28
6. Demonio (feat. Sfera Ebbasta) – 3:11
7. Street – 2:58
8. OMG – 3:17
9. Richard Mille (feat. Lil Tjay) – 3:46
10. No Stress (feat. A Boogie wit da Hoodie) – 3:01
11. Non fare così – 3:13
12. Ferrari (feat. Luciano) – 3:05
13. Pochette – 2:50
14. Successo – 3:06
15. Tevez – 2:18
16. Ultimo banco – 2:58

Disco bonus nell'edizione deluxe
1. I soldi parlano – 3:14
2. Panama (feat. Aya Nakamura) – 2:52
3. Envidioso (feat. Morad) – 3:16
4. Pronto (feat. Tion Wayne) – 3:19
5. Nuovo Canada – 3:04

## Classifiche

### Classifiche settimanali
| Classifica (2021) | Posizione massima |
| ----------------- | ----------------- |
| Belgio (Vallonia) | 142               |
| Italia            | 1                 |
| Spagna            | 85                |
| Svizzera          | 5                 |

### Classifiche di fine anno
| Classifica (2021) | Posizione |
| ----------------- | --------- |
| Italia            | 6         |
| Classifica (2022) | Posizione |
| Italia            | 62        |
| Classifica (2023) | Posizione |
| Italia            | 97        |